# Macronemurus notofasciatus
Macronemurus notofasciatus is een insect uit de familie mierenleeuwen (Myrmeleontidae), die tot de orde netvleugeligen (Neuroptera) behoort. De soort komt voor in Pakistan.